# Красне Село (станція)
Красне Село — залізнична станція Жовтневої залізниці в Красносельському районі Санкт-Петербурга на лінії Санкт-Петербург-Балтійський — Лігово — Гатчина-Балтійська. Розташована на східній околиці міста Красне Село.
На станції зупиняються всі прямуючі через неї приміські електропоїзди.
У станції розташовані автобусні зупинки міських і приміських маршрутів.